# Étienne Guyot (haut fonctionnaire)
 (mai 2025).
Motif : Où sont les sources secondaires, centrées et indépendantes qui montrent que les critères d'admissibilité sont atteints ?
- Archive Wikiwix
- Bing
- Cairn
- DuckDuckGo
- E. Universalis
- Gallica
- Google
- G. Books
- G. News
- G. Scholar
- Persée
- Qwant
- (zh) Baidu
- (ru) Yandex
- (wd) trouver des œuvres sur Wikidata

| 1. | Préciser le motif de la pose du bandeau. | Précisez le motif de la pose du bandeau en utilisant la syntaxe suivante : {{admissibilité à vérifier\|date=août 2025\|motif=remplacez ce texte par le motif}}                                          |
| 2. | Informer les utilisateurs concernés.     | Pensez à avertir le créateur de l'article, par exemple, en insérant le code ci-dessous sur sa page de discussion : {{subst:avertissement admissibilité à vérifier\|Étienne Guyot (haut fonctionnaire)}} |

Pour les articles homonymes, voir Étienne Guyot.
Étienne Guyot est un haut fonctionnaire français né le 31 mars 1962.

## Biographie

### Études
Il est diplômé de Sciences Po Paris en 1984 et de l'ENA en 1988,.

### Haut fonctionnaire
Il a été sous-préfet à Lyon de 1992 à 1994.
Il a été conseiller chargé des transports routiers et de la sécurité routière au cabinet du ministre des Transports de 1995 à 1997.
Il a géré le Fonds national de l'aménagement du territoire de 1997 à 2000, et a travaillé au cabinet du ministre de l'Espace rural et de l'Aménagement du territoire, où il a supervisé de 
2009 à 2010 la création de la Société du Grand Paris.

### Préfet de département
Il est préfet du Gers de 2005 à 2007, des Landes de 2007 à 2009 et de Meurthe-et-Moselle pour moins d'un mois en 2009.
Il a également été directeur du cabinet du ministre des Collectivités territoriales jusqu'en 2011,,.

### Directions d'organisme d'État
Il est ensuite président du directoire de la Société du Grand Paris, chargé de la construction du Grand Paris Express de 2011 à février 2014,,. Pour des raisons politiques, il fut écarté de ce poste en janvier 2014, bien que « sa manière de servir donne toute satisfaction » selon le syndicat mixte Paris Métropole.
Entre mars 2014 et octobre 2018, Étienne Guyot occupa le poste de directeur général de la Chambre de commerce et d'industrie de région Paris - Île-de-France (CCI Paris Île-de-France). Stéphane Fratacci lui succéda par la suite.

### Préfet de région
Il est nommé préfet de Haute-Garonne et préfet de la région Occitanie le 24 octobre 2018, poste occupé jusqu'au 11 janvier 2023,.
Le 11 janvier 2023, Étienne Guyot est nommé préfet de la Nouvelle-Aquitaine, préfet de la zone de défense et de sécurité Sud-Ouest, préfet de la Gironde,,,, en remplacement de Fabienne Buccio, nommée
Préfète de la région Auvergne-Rhône-Alpes, préfète de la zone de défense et de sécurité Sud-Est, préfète du Rhône.

## Récompenses et distinctions

### Décorations
- Officier de la Légion d'honneur (14 juillet 2022)[17].
- Officier de l'ordre national du Mérite. Il est fait chevalier le 15 mai 2006[18], puis est promu officier le 29 mai 2019[19].
- Chevalier de l'ordre des Arts et des Lettres[20].